# Felices los 4
"Felices los 4" é uma canção do artista musical colombiano Maluma, foi lançado originalmente em 21 de abril de 2017 como primeiro single do próximo álbum de estúdio de Maluma, previsto para 2018, mas foi substituído por "Corazón", pois foi confirmado que a música não será incluída no álbum. Foi escrito por Maluma, Servando Primera, Mario Cáceres e Miky La Sensa, e foi produzido por Rude Boyz. Uma versão salsa da música com Marc Anthony foi lançada em 7 de julho de 2017 e foi produzida por Sergio George. A música é o primeiro single de Maluma como artista principal a entrar no Billboard Hot 100 dos EUA, onde traçou na parada por 20 semanas e atingiu a posição de número 48.

## Videoclipe
Dirigido por Jessy Terrero, o videoclipe acompanhante segue um triângulo amoroso entre Maluma, uma mulher casada interpretada pela atriz e modelo Natalia Barulich e seu marido, interpretado por Wilmer Valderrama. Em 5 de maio de 2017, o cantor recebeu uma certificação Vevo porque o vídeo tornou-se o videoclipe latino mais visto em todo o mundo dentro das primeiras 24 horas.
Até de dezembro de 2017, o vídeo foi visto mais de 1,2 bilhões de vezes.

### Versão Salsa
Um videoclipe para a versão salsa da música com o cantor americano Marc Anthony, foi lançado em 11 de agosto de 2017 e filmado em El Tucán e Marion de Miami. Também foi dirigido por Terrero e o vídeo continua o enredo do videoclipe da versão original com Wilmer Valderrama e modelo e atriz Priscilla Huggins.

## Faixas
- Digital download[9]

1. "Felices los 4" – 3:49

- Digital download –  EP edição[10]

1. "Felices los 4" – 3:49
2. "Felices los 4" (Pop Version) – 3:34
3. "Felices los 4" (Urban Version) – 3:44
4. "Felices los 4" (Banda Version) – 3:50

- Digital download – Salsa Version[11]

1. "Felices los 4" (featuring Marc Anthony) – 4:02

## Desempenho nas paradas musicais
| Chart (2017)                                 | Maior posição |
| -------------------------------------------- | ------------- |
| Alemanha (Monitor Latino)                    | 1             |
| Argentina (Monitor Latino)                   | 1             |
| Argentina (CAPIF)                            | 1             |
| Bélgica (Ultratip Bubbling Under da Valônia) | 33            |
| Bolívia (Monitor Latino)                     | 1             |
| Brasil (Billboard Brasil Brazil Hot 100 )    | 54            |
| Brasil (Billboard Brasil Brazil Pop Airplay) | 5             |
| Canadá (Canadian Hot 100)                    | 87            |
| Chile (Monitor Latino)                       | 1             |
| Colômbia (National-Report)                   | 2             |
| Costa Rica (Monitor Latino)                  | 4             |
| Equador (Monitor Latino)                     | 1             |
| Equador (National-Report)                    | 9             |
| El Salvador (Monitor Latino)                 | 3             |
| Espanha (PROMUSICAE)                         | 1             |
| Estados Unidos (Billboard Hot 100)           | 48            |
| Estados Unidos (Billboard Hot Latin Songs)   | 2             |
| Estados Unidos (Billboard Latin Pop Airplay) | 1             |
| França (SNEP)                                | 35            |
| Guatemala (Monitor Latino)                   | 3             |
| Hungria (Rádiós Top 40)                      | 36            |
| Itália (FIMI)                                | 48            |
| Lituânia (M-1 Top 40)                        | 12            |
| México (Monitor Latino)                      | 1             |
| México (Billboard México Airplay)            | 1             |
| México (AMPROFON)                            | 1             |
| Países Baixos (Single Top 100)               | 1             |
| Panamá (Monitor Latino)                      | 2             |
| Paraguai (Monitor Latino)                    | 1             |
| Peru (Monitor Latino)                        | 1             |
| Portugal (AFP)                               | 1             |
| República Dominicana (Monitor Latino)        | 1             |
| República Dominicana (Airplay 100)           | 1             |
| Romênia (Media Forest)                       | 8             |
| Suécia (Sverigetopplistan)                   | 8             |
| Suíça (Schweizer Hitparade)                  | 39            |
| Uruguai (Monitor Latino)                     | 3             |
| Venezuela (Monitor Latino)                   | 1             |
| Venezuela (Record Report)                    | 1             |

| Chart (2017)                | Posição |
| --------------------------- | ------- |
| Argentina (Monitor Latino)  | 3       |
| Suíça (Schweizer Hitparade) | 94      |

## Vendas e certificações
| Região | Certificação | Vendas     |
| --- | ------------ | ---------- |
| Argentina (CAPIF)                                                                                            | 3× Platina   | 60,000^    |
| Espanha (PROMUSICAE)                                                                                         | 6× Platina   | 240,000^   |
| Estados Unidos (RIAA)                                                                                        | 29× Platina  | 1,740,000‡ |
| França (SNEP)                                                                                                | Ouro         | 100,000*   |
| Itália (FIMI)                                                                                                | 2× Platina   | 75,000‡    |
| México (AMPROFON)                                                                                            | Diamante     | 300,000*   |
| Polônia (ZPAV)                                                                                               | Ouro         | 10,000*    |
| Portugal (AFP)                                                                                               | Platina      | 10,000‡    |
| Suíça (IFPI Suíça)                                                                                           | Ouro         | 10,000^    |
| ^distribuições baseadas apenas na certificação ‡vendas+valores de streaming baseados somente na certificação |              |            |